# 8494 Edpatvega
A 8494 Edpatvega (ideiglenes jelöléssel 1990 OT4) a Naprendszer kisbolygóövében található aszteroida. Henry E. Holt fedezte fel 1990. július 25-én.